# Square Saint-Roch
Le square Saint-Roch est un jardin public situé dans le centre de la ville du Havre en Normandie. En forme de quadrilatère, il mesure deux hectares et se trouve entre les rues Georges Braque, Raoul Dufy, Othon Friesz et s'ouvre sur l'avenue Foch au sud. Il est agrémenté de statues, de parterres d'eau et d'un kiosque à musique de style Belle Époque. Aménagé dans le centre-ville reconstruit par Auguste Perret, il se trouve à l'emplacement de l'ancien cimetière Saint-Roch qui, au XVIIIe siècle, succéda au lazaret pour pestiférés. Il a ouvert en 1868 et a subi de profonds remaniements après les bombardements de la Seconde Guerre mondiale.

## Flore
Le square Saint-Roch abrite de nombreuses espèces végétales : une trentaine de variétés d'arbres (saules, ginkgo, arbre de Judée, tulipier de Virginie, cèdre de l'Atlas, cèdre de l'Himalaya, érable pourpre, albizzia, eucalyptus, oranger du Mexique, cerisier japonais) ainsi que d'autres plantes (18 variétés de roses, rhubarbe du Chili).

## Histoire
Au début du XVIe siècle, l'endroit était occupé par des bâtiments accueillant les pestiférés. Il existe alors un lazaret et une chapelle dédiée à saint Roch. Le lieu est abandonné à la fin du siècle avec l'ouverture de l'hôpital. Puis à la fin du XVIIIe siècle, il sert de cimetière pour les Havrais. Sous le Second Empire, alors que le quartier se développe et devient bourgeois, les corps sont déterrés et déplacés vers le cimetière Sainte-Marie pour laisser place à un jardin public. Un aquarium de 4 000 m2 est installé. Mais il est finalement supprimé en 1893. Un kiosque est construit en 1900. Le jardin est ravagé par les bombardements de septembre 1944 : 400 arbres sont détruits. Il sert alors de cimetière provisoire pendant le déblaiement des quartiers détruits en centre ville. Le square actuel est aménagé par Auguste Perret lors de la reconstruction de la ville.

## Renseignements pratiques
Le square Saint-Roch est gratuit et ouvert tous les jours à partir de 7 heures du matin. En été, des concerts gratuits sont organisés au kiosque.